# イタリアビル
座標: 南緯23度32分44秒 西経46度38分37秒 / 南緯23.54556度 西経46.64361度

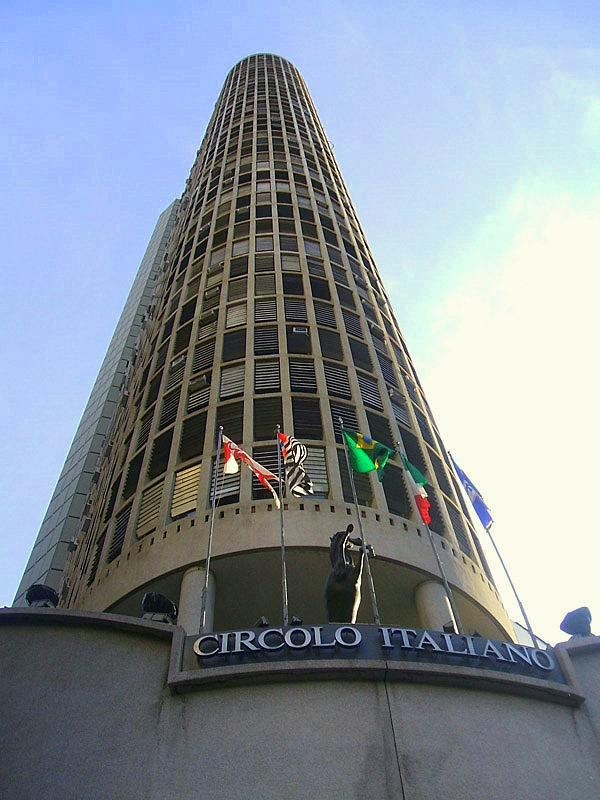
イタリアビル

イタリアビル（Edifício Itália） は、ブラジルのサンパウロにある超高層ビル。高さ168m、46階建て 。1956年に着工し1965年に竣工した。ブラジル国内では3番目の高さである。